# 佐藤鉄章
佐藤 鉄章（さとう てっしょう、1914年1月9日 - 1990年3月20日）は、日本の小説家、古代史家。 

## 人物・来歴
秋田県大館市生まれ。本名・有次郎。1941年文部省中等教員検定合格。秋田県下で教育生活を送る傍ら、執筆をつづけ、1949年「北方文芸」主宰、1955年「奥羽文学」を興して主幹となる。1970年上京。息子に佐藤有文。

## 著書
- 『季節風の彼方に』新潮社 1956 のち角川文庫
- 『若い魂』(現代新書)現代社, 1957 のち角川文庫、春陽文庫
- 『断崖』現代社, 1958
- 『砂上遍歴』現代社, 1958
- 『エリカの夏』秋元書房 1958
- 『失跡者』現代社, 1959
- 『青春の画像』東京信友社, 1960
- 『湖』東京信友社, 1960
- 『渦潮』東京信友社, 1960
- 『ひとつぶの花』(角川小説新書) 角川書店 1961 のち春陽文庫
- 『君よ、いつまでも エリカの夏』秋元書房, 1967
- 『ある高校生の冬山遭難』 (山渓新書) 山と渓谷社 1971
- 『召集兵 中国・芷江作戦の記録』 (潮新書) 潮出版社 1972 河出文庫、1989
- 『物語中国史』河出書房新社 1975 のち文庫
- 『隠された邪馬台国 ついにつきとめた卑弥呼の都』サンケイ出版 1979
- 『卑弥呼新考 解明された三世紀倭国の全貌』サンケイ出版, 1980
- 『小説魏志倭人伝』河出書房新社, 1983
- 『検証二つの邪馬台国 三世紀日本を駆けぬけた激流』徳間書店 1986
- 『古代中国驚異の知恵と技術』徳間書店, 1988

### 編纂
- 青木和子『白い花びらのいのち』編. 秋元書房, 1964